# Roll the Bones
| Recensione | Giudizio |
| ---------- | -------- |
| AllMusic   |          |

Roll the Bones è il quattordicesimo album in studio della rock band canadese Rush, pubblicato il 3 settembre 1991.
Registrato tra febbraio e maggio del 1991 presso Le Studio di Morin-Heights, il McClear Place di Toronto e mixato agli Nomis Studios di Londra, Roll the Bones è il primo disco del trio ad entrare nella US top 5 dopo Moving Pictures, assestandosi al terzo posto della Billboard 200, e rappresenta uno dei maggiori successi commerciali del trio canadese. È stato certificato disco d'oro il 25 ottobre 1991 e disco di platino il 31 agosto 2001. Ha vinto inoltre il premio Juno nel 1992 per la migliore copertina e nella categoria "Miglior Album Hard Rock". Dall'album sono stati estratti esclusivamente singoli promozionali.

## Descrizione
Roll the Bones prosegue stilisticamente il cammino intrapreso dall'album precedente, Presto, ovvero torna preminente l'utilizzo della chitarra nell'arrangiamento dei brani. Dreamline e la title track (che include persino una sezione cantata in stile rap) divennero molto popolari, ottennero numerosi passaggi radio al tempo dell'uscita dell'album, e sono diventati dei classici durante le esibizioni live. Altro pezzo di punta dell'album è Bravado. Where's My Thing? divenne la terza strumentale del trio, pubblicata 10 anni dopo YYZ, che propone nuovamente sonorità vicine al funk; ha inoltre guadagnato una nomination al Grammy Award come "Best Instrumental".
Il tema conduttore dell'album è il destino, la sorte, la fortuna.
Secondo Neil Peart la realizzazione di Roll the Bones è stata una esperienza davvero positiva, che ha addirittura dato un nuovo slancio alla band. La prima ispirazione per l'album è sorta quando Peart stava riordinando gli appunti presi negli ultimi due anni; sviluppando i pensieri le circostanze della vita sono state paragonate a delle carte da gioco: dove siamo nati, chi incontriamo nel nostro percorso, il nostro corredo genetico, entrano poi in gioco altri fattori quali la fede, la fiducia in se stessi, che sono stati paragonati alla carta jolly. I testi quindi sviluppano sotto molteplici punti di vista le interazioni del fato con la vita: il trovare o meno l'amore della vita (Ghost of a Chance); essere cresciuti in un luogo difficile, come oltre la Cortina di ferro (Heresy), pagando il prezzo delle ideologie altrui; l'incapacità di cambiare la propria vita o cambiare se stessi, fino a arrivare alla paranoia, alla pazzia (Neurotica); giocare fino alla fine il grande gioco della vita e alla fine esser dei vincenti, anche se spesso la vincita è fasulla (The Big Wheel); il fallimento, spesso non dovuto a mancanza di talento, che comunque non riesce a annullare i sogni (Bravado, che cita una frase di John Barth). Peart esprime inoltre la soddisfazione di esser riuscito finalmente a inserire nell'album un pezzo strumentale (Where's My Thing), dopo molto tempo. La parte ritmica in Heresy è stata ispirata da suoni di tamburo sentiti da Peart in una vallata nel Togo. Vengono lodate le parti di chitarra di Lifeson in Ghost of a Chance.
All Music parla di un album musicalmente in linea con la produzione più recente della band, caratterizzato da testi piuttosto oscuri, probabilmente i più tetri mai scritti. Vengono segnalate la sorprendente sezione rap in Roll the Bones, il gradito ritorno di un pezzo strumentale; Dreamline, considerato uno dei migliori brani dei Rush anni novanta; Neurotica, bella ma con il testo un po' claustrofobico; Bravado, The Big Wheel, Heresy che presentano melodie e arrangiamenti eccellenti. Altre recensioni ritengono l'album poco incisivo: un lavoro di transizione, che tenta di anticipare i cambiamenti musicali degli anni novanta, con suoni più incentrati sulla chitarra (già visti in Presto) e con i testi piuttosto cupi. L'album viene definito un mezzo passo falso, soprattutto nella deludente Where's My Thing?, considerato un fiacco esercizio funk-rock assolutamente estraneo nel contesto dell'album, e la title track con la sua strana - e fortunatamente breve - sezione rap.

## Tracce
Testi di Neil Peart, musiche di Geddy Lee e Alex Lifeson.
1. Dreamline – 4:38
2. Bravado – 4:35
3. Roll the Bones – 5:30
4. Face Up – 3:54
5. Where's My Thing? (Part IV, "Gangster of Boats" Trilogy) (strumentale) – 3:49
6. The Big Wheel – 5:13
7. Heresy – 5:26
8. Ghost of a Chance – 5:19
9. Neurotica – 4:40
10. You Bet Your Life – 5:00

## Formazione
Gruppo
- Geddy Lee - basso, sintetizzatore, voce
- Alex Lifeson - chitarra elettrica ed acustica
- Neil Peart - batteria

Altri musicisti
- Rupert Hine - tastiere e cori aggiuntivi

## Classifiche
| Classifica (1991) | Posizione massima |
| ----------------- | ----------------- |
| Stati Uniti       | 3                 |

## Principali edizioni e formati
Roll the Bones è stato pubblicato nel corso degli anni in varie edizioni, ristampe e formati; queste le principali:
- 1991, Anthem Records (solo Canada), formato: CD, MC
- 1991, Atlantic Records, formato: LP (solo Europa), MC, CD
- 2004, Atlantic Records, formato: CD, rimasterizzato
- 2011, Audio Fidelity, formato: CD oro 24k
- 2015, Atlantic Records, formato: LP (vinile 200 g.), rimasterizzato
- 2013, Atlantic Records, all'interno del cofanetto The Studio Albums 1989-2007, formato: CD, rimasterizzato